# Man op de Gemenebestspelen

Vlag van Man

Man is een eiland dat deelneemt aan de Gemenebestspelen (of Commonwealth Games). Sinds 1958 heeft Man zeventienmaal deelgenomen. In totaal over deze zeventien edities won Man twaalf medailles.

## Medailles
| Man op de Gemenebestspelen | Man op de Gemenebestspelen | Man op de Gemenebestspelen | Man op de Gemenebestspelen | Man op de Gemenebestspelen | Man op de Gemenebestspelen |
| -------------------------- | -------------------------- | -------------------------- | -------------------------- | -------------------------- | -------------------------- |
| Jaar                       | Goud                       | Zilver                     | Brons                      | Totaal                     | Rang                       |
| 1958                       | -                          | -                          | 1                          | 1                          | 21                         |
| 1962                       | -                          | -                          | -                          | -                          | /                          |
| 1966                       | 1                          | -                          | -                          | 1                          | 15                         |
| 1970                       | -                          | -                          | 1                          | 1                          | 22                         |
| 1974                       | -                          | -                          | -                          | -                          | /                          |
| 1978                       | -                          | -                          | 1                          | 1                          | 21                         |
| 1982                       | -                          | -                          | -                          | -                          | /                          |
| 1986                       | 1                          | -                          | -                          | 1                          | 8                          |
| 1990                       | -                          | -                          | -                          | -                          | /                          |
| 1994                       | -                          | -                          | -                          | -                          | /                          |
| 1998                       | -                          | 1                          | -                          | 1                          | 28                         |
| 2002                       | -                          | -                          | -                          | -                          | /                          |
| 2006                       | 1                          | -                          | 1                          | 2                          | 19                         |
| 2010                       | -                          | -                          | 2                          | 2                          | 31                         |
| 2014                       | -                          | 1                          | -                          | 1                          | 29                         |
| 2018                       | -                          | 1                          | -                          | 1                          | 34                         |
| 2022                       | -                          | -                          | -                          | -                          | /                          |